# Яо (народ)
Яо (кит.: 瑶族 яо Yáo zú — загальновживана китайська назва), також відомі у В'єтнамі як зао (в'єт. người Dao); самоназви — ман, мань, мін «люди» в Китаї та  кіммьєн (в'єт. Kim Miền) «люди гір» та зюмьєн (в'єт. Dìu Miền) у В'єтнамі — народ групи яо-мяо на півдні Східної Азії; одна з 56 офіційно визнаних національних меншин Китаю і одна з 54 офіційно визнаних національних меншин В'єтнаму. 

## Територія розселенняі чисельність

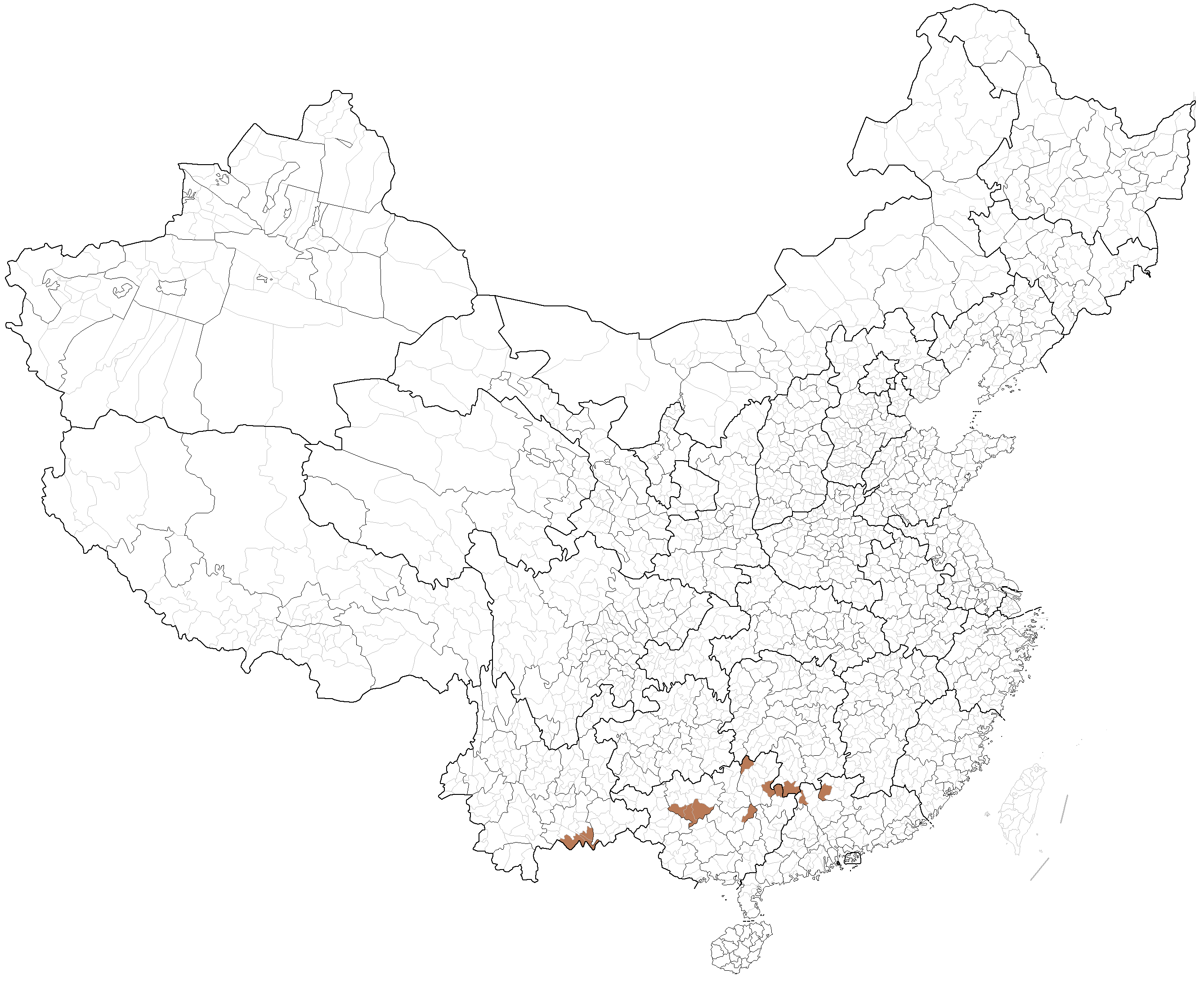
Визначені урядом КНР автономії яо

Понад 5/6 від загалу всіх яо (бл. 2,64 млн осіб) проживають на півдні Китаю, зокрема, у провінціях Гуандун, Хунань, Юньнань, Ґуансі-Чжуанському автономному районі. З 1952 року в зв'язку з реформою адміністративного устрою в Китаї для яо були створені національні автономні повіти:
- Дуань і Бама в Ґуансі-Чжуанському автономному районі;
- Жуюань і Ляньнань в пров. Гуаньдун;
- Цзянхуа в пров. Хунань.

Поза Китаєм представники народу яо проживають на півночі В'єтнаму — бл. 470 000 осіб, у Лаосі — бл. 90 000 осіб, у Таїланді — бл. 60 000 осіб, у М'янмі — бл.10 000 осіб.
Загальна чисельність яо у світі — понад 3 млн осіб.

## Матеріальна і духовна культура
В анімістичних віруваннях і культі предків особливе місце належить легендарному першопредку — п'ятикольоровому собаці Паньху.
Розвинутий фольклор — казки і легенди, прислів'я і приказки.